# Sierra de las Minas
Sierra de las Minas är en bergskedja i Guatemala. Den ligger i den centrala delen av landet, 110 km nordost om huvudstaden Guatemala City. Arean är 2 408 kvadratkilometer.